# Barry Coe

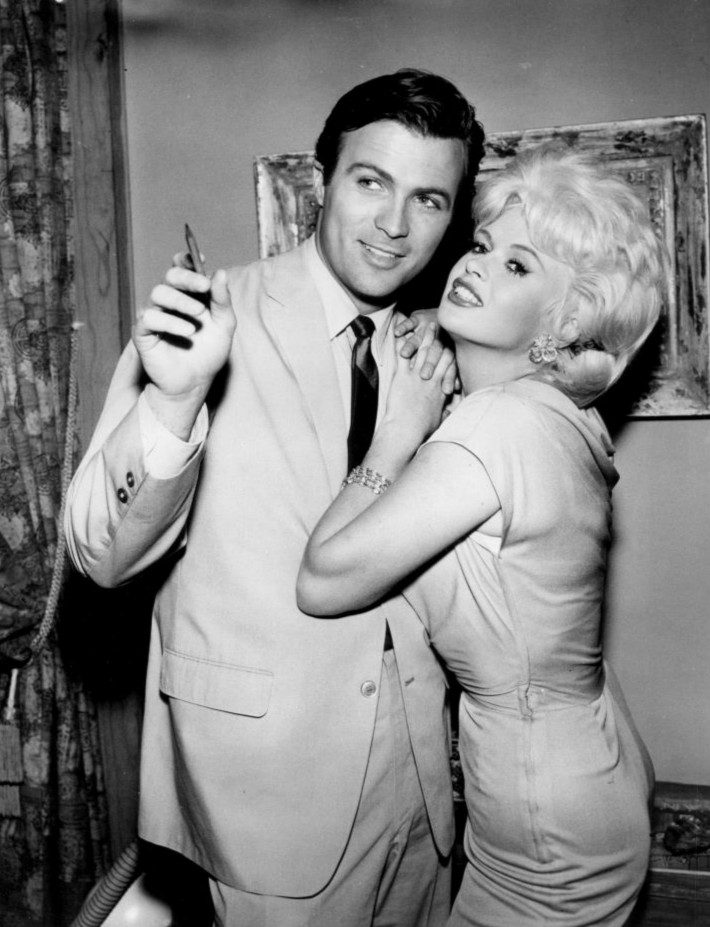
Barry Coe mit Jayne Mansfield (1962)

Barry Coe (* 26. November 1934 in Los Angeles, Kalifornien als Barry Clark Heacock; † 16. Juli 2019 in Palm Desert, Kalifornien) war ein US-amerikanischer Schauspieler.

## Leben und Karriere
Sein Vater Francis Elmer Heacock arbeitete als Publizist für Warner Brothers in Los Angeles, starb aber bereits 1940 bei einem Autounfall. Sein Geburtsname Barry Clark Heacock wurde in den Namen Joseph Spalding Coe umgewandelt, nachdem seine Mutter in zweiter Ehe Joseph Spalding Coe senior geheiratet hatte. Mitte der 1950er-Jahre studierte Coe an der University of Southern California und wurde während dieser Zeit von einem Hollywood-Talentagenten entdeckt. Ab 1955 erhielt er einige zunächst kleinere Filmrollen, oft in Kriegsfilmen als Soldat. 
Seine erste bedeutende Rolle spielte Coe im Jahr 1957 im erfolgreichen Melodram Glut unter der Asche. Weitere Filmrollen folgten im Western Bravados an der Seite von Gregory Peck sowie in der Komödie Bei mir nicht neben Clark Gable, Carroll Baker und Lilli Palmer. 1960 wurde er für seinen Auftritt in der Komödie Das gibt’s nur in Amerika mit dem Golden Globe Award als Bester Nachwuchsdarsteller ausgezeichnet, ein Zeichen dafür, dass ihm der Sprung zum Filmstar zugetraut wurde. Zwischen 1961 und 1962 spielte er die Hauptrolle des Kriminalfälle lösenden Magazinreporters Paul Templin in der Fernsehserie Unter heißem Himmel (Follow the Sun). 1962 trat er in einer Folge der Serie Bonanza als möglicher Halbbruder der Cartwrights auf, verschwand dann aber schon nach einer Episode wieder aus der Serie. Hintergrund war, dass Coe als möglicher Ersatz für Pernell Roberts von den Produzenten engagiert wurde, aber Michael Landon den etwa gleichaltrigen Coe als Konkurrenz für sich sah und dafür sorgte, dass es bei dem einmaligen Gastauftritt Coes blieb.
Im Laufe der 1960er-Jahre stockte seine Karriere dann zusehends und er musste sich mit Gastauftritten in Fernsehserien und kleineren Filmrollen wie in Die phantastische Reise begnügen. Seine letzte Kinorolle war 1978 der Tauchlehrer Tom Andrews im Horrorfilm Der weiße Hai 2. In den 1970er- und 1980er-Jahren trat er als Werbefigur Mr. Goodwrench in Fernseh-Werbespots für General Motors auf.
Neben der Schauspielerei war er in späteren Jahren auch unternehmerisch als Händler von Nahrungsergänzungsmitteln tätig. Mit seiner Ehefrau Jorunn Kristiansen, der Miss Norwegen des Jahres 1959, war Coe über 60 Jahre bis zu seinem Tod verheiratet. Sie hatten drei Kinder. Barry Coe starb im Juli 2019 im Alter von 84 Jahren an einer Knochenmarkerkrankung.

## Filmografie (Auswahl)
- 1955: Tokio-Story (House of Bamboo)
- 1956: Testpiloten (On the Threshold of Space)
- 1956: Zwischen Himmel und Hölle (D-Day the Sixth of June)
- 1956: Pulverdampf und heiße Lieder (Love Me Tender)
- 1957: Glut unter der Asche (Peyton Place)
- 1958: Thundering Jets
- 1958: Bravados (The Bravados)
- 1959: Das gibt’s nur in Amerika (A Private's Affair)
- 1959: Bei mir nicht (But Not for Me)
- 1960: Vergeltung ohne Gnade (One Foot in Hell)
- 1961–1962: Unter heißem Himmel (Follow the Sun, Fernsehserie, 30 Folgen)
- 1962: Der Löwe von Sparta (The 300 Spartans)
- 1962: Bonanza (Fernsehserie, Folge 4x01 The First Born)
- 1965: A Letter to Nancy
- 1966: Die Seaview – In geheimer Mission (Voyage to the Bottom of the Sea, Fernsehserie, Folge 2x23)
- 1966: Die phantastische Reise (Fantastic Voyage)
- 1970: Bracken’s World (Fernsehserie, 6 Folgen)
- 1971: Kobra, übernehmen Sie (Mission: Impossible, Fernsehserie, Folge 5x16)
- 1972: One Minute Before Death
- 1973: Doctor Death: Seeker of Souls
- 1974: General Hospital (Seifenoper, unbekannte Folgenzahl)
- 1975: Mary Tyler Moore (The Mary Tyler Moore Show, Fernsehserie, Folge 6x04)
- 1976: Die Bankiers (Arthur Hailey’s the Moneychangers, Miniserie)
- 1977: MacArthur – Held des Pazifik (MacArthur)
- 1978: Der weiße Hai 2 (Jaws 2)